# Saikhandulaan
Saikhandulaan (tiếng Mông Cổ: Сайхандулаан) là một sum của tỉnh Dornogovi ở miền đông Mông Cổ. Vào năm 2009, dân số của sum là 1.217 người.

## Địa lý
Sum có diện tích khoảng 9.558,34 km2. Trung tâm sum, Ulziit, nằm cách tỉnh lỵ Sainshand 97 km và thủ đô Ulaanbaatar 470 km.

### Khí hậu
Saikhandulaan có khí hậu hoang mạc. Nhiệt độ trung bình hàng năm trong khu vực là 8 °C. Tháng ấm nhất là tháng 7, khi nhiệt độ trung bình là 29 °C và lạnh nhất là tháng 1, với −15 °C. Lượng mưa trung bình hàng năm là 179 mm. Tháng ẩm ướt nhất là tháng 6, với lượng mưa trung bình là 45 mm, và khô nhất là tháng 2, với 1 mm.

## Kinh tế
Sum có một trường học, bệnh viện và trung tâm thương mại.